# 鎮安軍節度使
鎮安軍節度使，五代時期設置的節度使。後晉在今河南省淮陽縣設置節度使，後漢時廢，後周時復置。

## 轄域
鎮安軍治所在陳州（今河南省淮陽縣），下轄陳州（舊屬忠武軍節度使）及潁州（舊屬歸德軍節度使）。
- 陳州，首府
  - 下轄5縣：宛丘縣（郭縣）、項城縣、溵水縣、南頓縣、西華縣
- 潁州
  - 下轄4縣：領汝陰縣（郭縣）、潁上縣、下蔡縣（957年別屬壽州）、沈丘縣

## 年表
後晉開運二年（945年），升陳州為鎮安軍節度使，割陳州隸之。
後漢天福十二年六月，降鎮安軍為防禦州，復屬忠武軍節度使。
後周廣順二年（952年），在陳州復置鎮安軍節度使，割潁州屬之。
顯德四年（957年），潁州下蔡縣別屬壽州。
北宋建隆三年（962年）七月，宋太祖解除地方節度使的兵權。
北宋開寶二年（969年）十二月，宋太祖限制地方節度使節制州縣的權力。

## 歷代節度使
- 李彥韜（945-947）
- 郭崇（952-954）
- 王令溫（954）
- 向訓（954-956）
- 韓令坤（957-960）
- 张令铎（960-961）
- 卫融（964）
- 刘光义（967-973）
- 党进（973-977）